# Trio Mandili
Trio Mandili (Georgisch: ტრიო მანდილი) is een Georgische muziekgroep.
Mandili verwijst naar de gelijknamige georgische sjaal, die door vrouwen wordt gedragen. Ze zingen in het dialect van Chevsoeretië.
De groep brak door in 2014 toen ze een video maakten van hun nummer Apareka en online zetten op YouTube. De video kreeg meer dan 6 miljoen weergaven. Ze gebruiken een polyfone stijl van zingen. Daarnaast maken ze gebruik van de pandoeri, een traditioneel Georgisch snaarinstrument.
In 2017 nam de groep deel aan de wedstrijd voor vertegenwoordiging van Georgië op het Eurovisiesongfestival, waar ze eindigden als 12de van de 25 deelnemers.
De oorspronkelijke leden waren Ana Chincharauli, Shorena Tsiskarauli en Elene Nareshelashvili. Ze werden later vervangen door Irina Midelauri, Tatuli Mgeladze en Tako Tsiklauri.
In 2020 maakten ze samen met de Nederlandse wereldmuziekgroep Legiana Collective een cover van "'t Smidje", een nummer van de Belgische folkgroep Laïs.

## Discografie
- With Love, 2015
- Enguro, 2017
- Sakartvelo, 2022

## Leden
- Tatuli Mgeladze - leadzangeres en backing.
- Mariam Kurasbediani - achtergrondzangeres en af en toe leadzangeres, zij speelt de pandoeri.
- Tako Tsiklauri - achtergrondzangeres en af en toe leadzangeres.